# Oğlaklı
Oğlaklı is een dorp in het Turkse district Eldivan en telt 136 inwoners (2000).
Centrale districtsplaats (İlçe Merkezi): Eldivan
Gemeenten (Beldeler): Geen
Dorpen (Köyler):
Akbulut · Akçalı · Büyükhacıbey · Çiftlikköy · Çukuröz · Elmacı · Gölez · Gölezkayı · Hisarcık · Hisarcıkkayı · Küçükhacıbey · Oğlaklı · Saray · Sarıtarla · Seydiköy · Yukarıyanlar